# 佐藤庄助
佐藤 庄助（さとう しょうすけ、1876年（明治9年）10月4日 - 1944年（昭和19年）10月25日）は、明治から昭和前期の農業経営者、実業家、政治家。衆議院議員。

## 経歴
水沢県栗原郡有馬村有壁（宮城県栗原郡萩野村、金成町を経て現栗原市金成有壁）で、旧有壁宿本陣の佐藤家に生まれた。札幌農学校を卒業し、さらに慶應義塾、養正塾、セントアンドリーチャーチ英語学校で学んだ。農業を営む。
1896年（明治29年）徴兵され陸軍騎兵少尉となり除隊。1903年（明治36年）9月、宮城県会議員に選出された。1904年（明治37年）6月に応召して県議を辞職し、満州軍に属して日露戦争に出征した。陸軍騎兵中尉に昇進して除隊。
1922年（大正11年）4月29日、沢来太郎の死去に伴い実施された第14回衆議院議員総選挙補欠選挙（宮城県第5区、立憲政友会公認）で当選し、衆議院議員に1期在任した。
実業界では花泉蒸気取締役に在任し、その他、数社の重役を務めた。有壁駅の開設に私財を投じ、県道の開設、病院の新設などにも尽力した。有壁駅振興会長も務めた。